# الدمنة (المخادر)

تعديل مصدري - تعديل

الدمنة هي إحدى قرى عزلة جبل عقد بمديرية المخادر التابعة لمحافظة إب، بلغ تعداد سكانها 118 نسمة حسب تعداد اليمن لعام 2004.